# Горкунов Едуард Степанович
Горкунов Едуард Степанович (21 січня 1945, Миколаїв — 25 жовтня 2020, Єкатеринбург) — радянський і російський фізик, академік РАН (2011).

## Життєпис
- 1966 року закінчив Тюменський педагогічний інститут[ru].
- У 1966—1994 роках працював у Тюменському індустріальному інституті[ru], Уральському державному університеті, Інституті фізики металів[ru], Фізико-технічному інституті УрВ РАН[ru].
- Протягом 1994—2015 — директор Інституту машинознавства УрВ РАН і заступник голови УрВ РАН.

Помер 25 жовтня 2020 року в Єкатеринбурзі. Похований на Широкореченському кладовищі.

## Нагороди
- Орден Дружби (2004)
- Орден Пошани (2012)
- Лауреат Державної премії Російської Федерації в галузі науки і техніки за розробку, створення і впровадження методів і засобів електромагнітного контролю для забезпечення техногенної безпеки та якості промислових об'єктів (1997)[3]
- Лауреат премії Уряду Російської Федерації[ru].
- Нагороджений почесними грамотами Президії Верховної Ради Удмуртської АРСР і губернатора Свердловської області.